# Földpátpótlók
A földpátpótlók a tekto- vagy állványszilikátok alosztályába tartozó ásványcsoport. Tagjai olyan magmaolvadékból keletkező alkáliszilikátok, amelyben az SiO2-tartalom már nem elégséges földpátok képződéséhez. Ebből a körülményből kapta a csoport a földpátpótló nevet.

## Kémiai és fizikai tulajdonságaik
A csoportba tartozó ásványokban a SiO4-tetraéderek a csúcsaikon kapcsolódnak egymáshoz, s így térhálós szerkezetet alkotnak, amelyben minden második vagy harmadik Si atomot Al helyettesít. A térhálós szerkezet köztes terében még K+- és Na+-ionok (alkáliionok) is találhatók. Ezek a kationok egyenlítik ki a kristályrácsban azt a töltéskülönbséget, ami az Si4+ helyét elfoglaló Al3+ miatt lép fel. Az Si:Al arány a kiegyenlítésre váró töltéskülönbségen keresztül határozza meg az alkáliionok arányát a kristályrácsban. Így a csoport tagjainak általános képlete a 
(Nan,Km,Cso,Lip)SiqOr
általános képlettel írható le, melyben az arányszámok az egyes ásványokban változók.
Az általános képlettel ásványok összetétele:
- nefelin:       NaAlSiO4
- kalszilit:     KAlSiO4
- kaliofilit:    KAlSiO4
- leucit:        KAlSi2O6
- pollucit:      CsAlSi2O6
- petalit:       LiAlSi4O10

Szimmetriájuk: hexagonális, tetragonális, rombos és monoklin.
Keménységük: 5,5-6,5 (a Mohs-féle keménységi skála referencia ásványai).
Hasadásuk: hasadás a csoportra nem jellemző, a csoport ásványainak változatos szerkezeti felépítése miatt: tökéletlenül (nefelin) vagy egyáltalán nem (leucit) hasadnak.
Fényük: törési felszínükön zsíros vagy üveges fényű ásványok.

## Felhasználásuk
A petalitot lítium kinyerésére bányásszák.

## Rokon ásványfajok
- földpátok
- zeolitok